# Tropidurus imbituba
Espèce
Tropidurus imbituba est une espèce de sauriens de la famille des Tropiduridae.

## Répartition
Cette espèce est endémique du Santa Catarina au Brésil.

## Étymologie
Son nom d'espèce lui a été donné en référence au lieu de sa découverte, Imbituba.

## Publication originale
- Kunz & Borges-Martins, 2013 : A new microendemic species of Tropidurus (Squamata: Tropiduridae) from southern Brazil and revalidation of Tropidurus catalanensis Gudynas & Skuk, 1983. Zootaxa, no 3681, p. 413–439.